# 布萊爾山
布萊爾山（英語：Mount Blair），是南極洲的山峰，位於維多利亞地的彭內爾海岸，處於魏豪普特山西北面11公里，海拔高度2,120米，美國地質調查局根據測量和美國海軍拍攝的空中照片繪入地圖，現時由南極條約體系管理。